# Пак Чу Хо
У цьому корейському імені прізвище (Пак) стоїть перед особовим ім'ям.
Пак Чу Хо (кор. 박주호, нар. 16 січня 1987, Сеул) — південнокорейський футболіст, лівий захисник «Ульсан Хьонде» та національної збірної Південної Кореї.

## Клубна кар'єра
У дорослому футболі дебютував 2008 року виступами за команду японського клубу «Міто Холліхок», в якій провів один сезон, взявши участь у 24 матчах чемпіонату. Більшість часу, проведеного у складі «Міто Холліхок», був основним гравцем захисту команди.
Своєю грою за цю команду привернув увагу представників тренерського одного з лідерів японського футболу, клубу «Касіма Антлерс», до складу якого приєднався 2009 року. Відіграв за команду з Касіми один рік, допоміг їй стати чемпіоном країни.

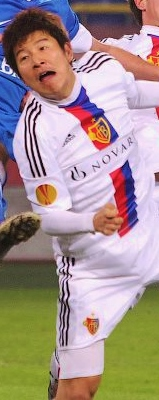
Пак Чу Хо під час виступів за «Базель». 2013 рік.

2010 року уклав контракт з клубом «Джубіло Івата», у складі якого провів наступні один рік своєї кар'єри гравця. Граючи у складі «Жубілу Івата» також здебільшого виходив на поле в основному складі команди і виграв з командою Кубок Джей-ліги.
До складу швейцарського «Базеля» приєднався в червні 2011 року. Він став міцним гравцем основи і вперше зіграв у Ліги чемпіонів, а в кінці сезону він з «беббіт» став чемпіоном країни і виграв Кубок Швейцарії. У другому сезоні кореєць знову виграв з командою національний чемпіонат. Всього відіграв за команду з Базеля 47 матчів в національному чемпіонаті.
17 липня 2013 року уклав дворічний контракт з німецьким клубом «Майнц 05». В кінці контракту 29 квітня 2015 року його угода була продовжена до червня 2017 року, втім вже 29 серпня кореєць покинув клуб і перейшов у дортмундську «Боруссія» за 3,5 млн євро, підписавши контракт до 2018 року. Втім у новій команді у Пака заграти не вийшло і перед сезоном 2017/18 новий тренер дортмундців Петер Бош відправив гравця у дублюючу команду. 3 грудня 2017 року Пак залишив Дортмунд.
18 грудня 2017 року «Ульсан Хьонде» оголосив про підписання Пака на правах вільного агента, підписавши з гравцем чотирирічний контракт до грудня 2021 року.

## Виступи за збірні
Протягом 2006—2007 років залучався до складу молодіжної збірної Південної Кореї. Він був капітаном корейської «молодіжки» на чемпіонаті світу серед команд до 20 років, що пройшов 2007 року в Канаді. Всього на молодіжному рівні зіграв у 22 офіційних матчах, забив 2 голи.
18 жовтня 2010 року дебютував в офіційних матчах у складі національної збірної Південної Кореї в товариській грі проти Фінляндії.
28 травня 2014 року Парк замінив травмованого Кім Джин Су і приєднався до південнокорейської команди на чемпіонаті світу 2014 року в Бразилії. На «мундіалі» був запасним гравцем і на поле не виходив. Проте вже на початку наступного року був основним гравцем збірної на Кубку Азії 2015 року в Австралії, де зіграв у всіх шести матчах і допоміг команді здобути срібні нагороди турніру.
Згодом у складі збірної був учасником чемпіонату світу 2018 року у Росії.
Наразі провів у формі головної команди країни 37 матчів.

## Титули і досягнення
- Чемпіон Японії (1):

«Касіма Антлерс»: 2009
- Володар Суперкубка Японії (1):

«Касіма Антлерс»: 2009
- Володар Кубка Джей-ліги (1):

«Джубіло Івата»: 2010
- Чемпіон Швейцарії (2):

«Базель»: 2011–12, 2012–13
- Володар Кубка Швейцарії (1):

«Базель»: 2011-12
- Володар Кубка Німеччини (1):

«Боруссія» (Дортмунд):  2016-17
- Переможець Ліги чемпіонів АФК (1):

«Ульсан Хьонде»: 2020
Збірні
- Переможець Азійських ігор: 2014
- Срібний призер Кубка Азії: 2015
- Переможець Кубка Східної Азії: 2019